# Дзвінок із минулого
«Дзвінок із минулого» — друга книга української письменниці Ната́лі Ярмолюк.

## Зміст книги
Друга у творчому доробку книга Наталі Ярмолюк з ліричною назвою «Дзвінок із минулого». З великою повагою, дочірньою любов'ю й глибоким смутком в кожному нарисованому матеріалі вона переконливо стверджує — милосердя, доброчинність, шанобливість й повага — це символи людської гідності. Це — благородство душі.
Книга має два розділи: «Зупини свій погляд» і «Сумне тепло осені». Більшість героїв першої частини книги — це реальні люди. Вони поруч нас, хоча імена їхні змінені. До долі кожного із них автору довелося залучитися, аби зворушити серця їхніх рідних та близьких. Поки не пізно — відкрити віконечка їхньої душі для доброти, співчуття та розуміння. Чи то вже такі зачерствілі душі, чи то час нині такий безсердечний, але таких, котрі потребують теплого слова, співчуття, допомоги, на жаль, не меншає.
Авторка хоче вірити, що ці невигадані розповіді зроблять людей добрішими, зупинять їх від необдуманих вчинків, за які з часом жалкуватимуть. У світі, де панує стільки ненависті, авторка переконує, варто сподіватися на краще. А там, де зло і самотність, слід кожному з нас поспішати до рідних й по-хорошому, з повною мірою відповідальності, вслухатися в глибину батьківських тривог. Треба поспішати, адже завтра може бути пізно. Гірким буває каяття.
Другий розділ книги «Сумне тепло осені» — лірично-романтичний.
Своїми невеличкими новелами, етюдами авторка каже, що у кожного з нас є в житті людина, до якої прагнеш всім серцем і душею. Поруч з якою, у тебе виростають крила, легко долаєш усі труднощі та незгоди, забуваєш про негаразди та проблеми. Але, на жаль, не кожен так швидко зустрічає ту душевну гармонію, Буває, йдеш до неї довгі роки.
Авторка переконує читача, не впадати у відчай, коли буває доля стелить лиш терен. Треба йти гордо й наполегливо своєю життєвою стежиною. Всім серцем вірити, що настане час і ти будеш щаслива. Головне, не пускати своє єдине, Богом дане життя, під чиїсь брудні підбори, гіркий розпач зрад та образ.

## Номінації
2018 року в Житомирському обласному конкурсі «Книга року» Наталя Ярмолюк, автор книги «Дзвінок із минулого», стала дипломатом конкурсу.